# 정전 (군사)

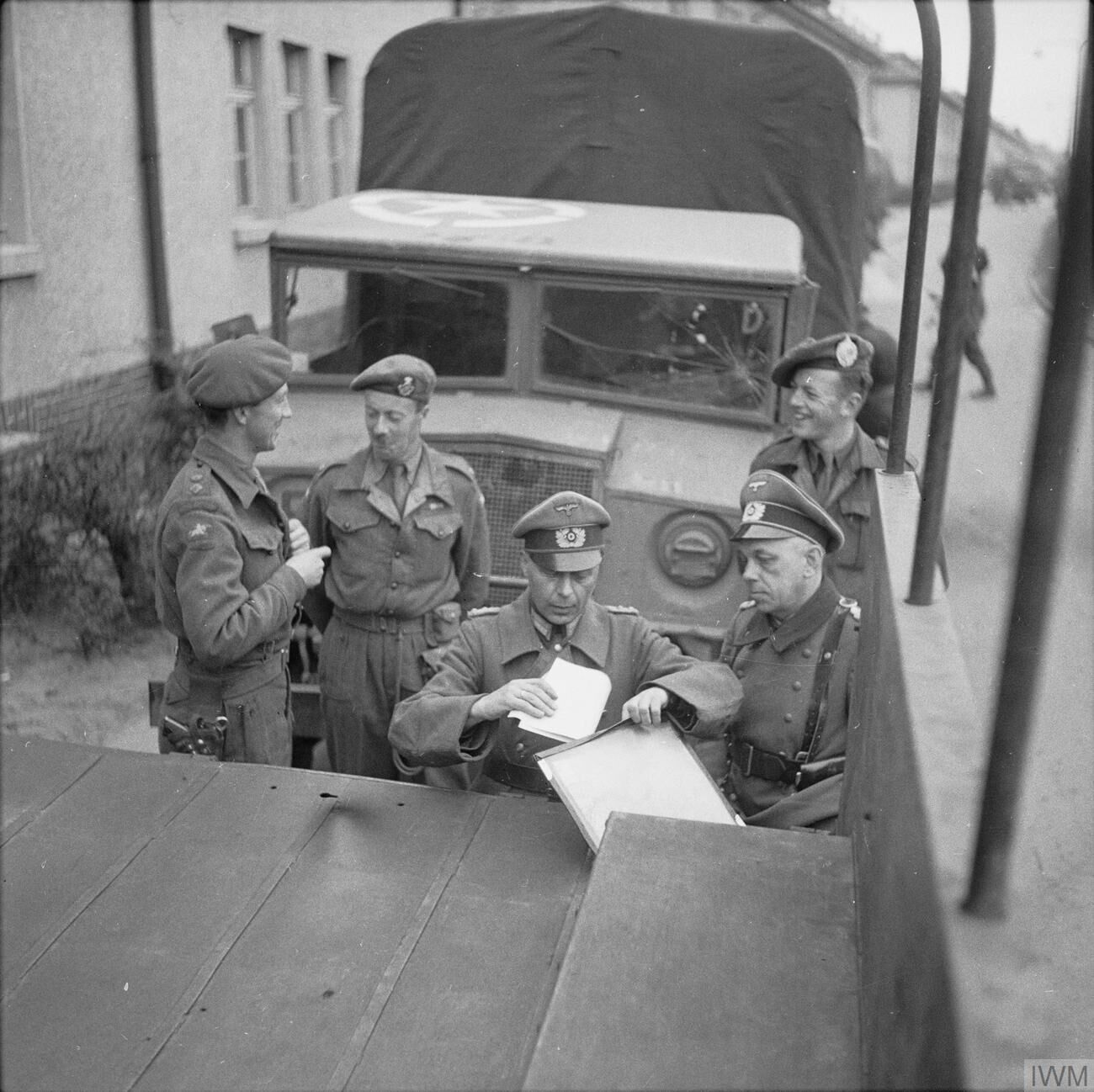

정전(停戰, ceasefire, truce)은  전쟁 중인 나라들이 국제적 기관이 개입하여 전투를 일시적으로 중단 및 정지하는 것으로 일부 전선 혹은 전면적으로 선포되어 시행된다.
정전은 공식적인 조약으로 맺어질 수도 있지만, 상대측과의 비공식적인 양해를 거쳐 이뤄지기도 한다. 예를 들어 제1차 세계 대전 중인 1914년 12월 25일, 독일과 영국 군인들은 잠시 크리스마스 정전을 맺기도 했다.
비슷한 개념인 휴전(休戰, armistice)은 전투행위는 멈추나 전쟁은 지속되는 상태로서 국제법상 전쟁 상태이지만 당사국 간 협상으로 전체 전선에서 전쟁이 중단된 상태을 의미한다.

## 같이 보기
- 휴전
- 평화협정
- 한국 군사 정전에 관한 협정
- 북미평화협정